# Unterseeboot 158 (1941)
Pour les articles homonymes, voir Unterseeboot 158.
Le Unterseeboot 158 (ou U-158) est un sous-marin allemand (U-Boot) de type IX.C utilisé par la Kriegsmarine pendant la Seconde Guerre mondiale. Mis en service en septembre 1941, il coule ou endommage près d'une vingtaine de cargos ou de pétroliers alliés en Atlantique Nord, en deux missions réalisées entre février et juin 1942 avant d'être coulé au large des Bermudes le 30 juin 1942 par un hydravion de la marine américaine.

## Historique
Mis en service le 25 septembre 1941, l'Unterseeboot 158 et son équipage effectuent leur temps d'entraînement initial à Stettin en Poméranie allemande, en mer Baltique, dans la 4. Unterseebootsflottille jusqu'au 31 janvier 1942. Il rejoint ensuite le port militaire allemand de Wilhelmshaven, en mer du Nord, en passant par le Limfjord dans le nord de la péninsule danoise.

### Première mission
Il quitte Wilhelmshaven pour la base sous-marine d'Heligoland, île allemande dans le sud-est de la mer du Nord, d'où il part pour sa première patrouille le 7 février 1942 sous les ordres du Kapitänleutnant (équivalent de lieutenant de vaisseau) Erwin Rostin (né en 1907). Il rejoint alors l'Atlantique nord en passant au nord de l'Écosse puis atteint le sud-est de Terre-Neuve où il coule le 24 février un pétrolier, le SS Empire Celt (en) lors d'une attaque en meute de sous-marins contre le convoi ON-67 (en). Dans la même matinée, il endommage un autre pétrolier de ce convoi, le MV Diloma et quelques jours plus tard, le 1er mars, il torpille et ensuite attaque au canon un troisième pétrolier de ce convoi, le MV Finnager plus au sud, au large du sud-est de la Nouvelle Écosse. Entre le 11 et le 15 mars, il coule ou endommage quatre cargos et pétroliers au large des côtes américaines avant de rejoindre la base sous-marine de Lorient, le 31 mars 1942, rejoignant sa flottille de combat, la 10. Unterseebootsflottille.
Après 53 jours en mer, son palmarès est de cinq navires coulés pour un total de 35 785 tonneaux et de deux navires endommagés pour un total de 15 264 tonneaux.

### Deuxième et dernière mission
Sa seconde patrouille débute le 4 mai 1942, de Lorient. Il traverse le golfe de Gascogne, passe au nord de l'Espagne, fait cap au sud-ouest puis plein ouest. Le 20 mai il torpille au sud des Bermudes le pétrolier MV  Darina du convoi ON-93, le 22 mai, dans la même zone, il attaque au canon le cargo SS Franck B. Baird. Il se dirige ensuite vers les Caraïbes, franchissant le Passage du Vent entre Cuba et Haïti. Le 2 juin, il torpille et coule le cargo SS Knoxville City au nord-est de la Jamaïque, puis deux jours plus tard, le cargo SS Nidarnes au large de l'île cubaine de la Jeunesse et le lendemain, 5 juin, il torpille et coule le cargo SS Velma Lykes dans le canal du Yucatán entre la péninsule éponyme et Cuba. Le 7 juin, au nord-ouest de Cuba, il coule par torpille le cargo SS Hermis. Ensuite, longeant les côtes américaines du golfe du Mexique, il coule le 11 juin, le pétrolier MV Sheheradzade (torpille et canon), le 12 juin le pétrolier SS Cities Service Toledo (torpille), le 17 juin le cargo SS San Blas (torpille) et le pétrolier SS Moira (torpille). Le 23 juin, au nord-ouest de la péninsule du Yucatán, il torpille et coule le cargo SS Henry Gibbons. Il quitte le golfe du Mexique en passant par le détroit de Floride, passe au travers de l'archipel des Bahamas et remonte au nord-est en direction des Bermudes. Le 29 juin il coule au canon et avec des charges de sabordage[Quoi ?] un dernier navire, le cargo SS Everalda.
Le lendemain 30 juin 1942, après 58 jours en mer et 12 navires coulés pour un total de 62 536 tonneaux, l'une des missions de sous-marins allemands les plus ravageuses de la guerre, l'U-158 est coulé à son tour à l'ouest des Bermudes par des charges de profondeur tirées par un Martin PBM Mariner, un hydravion de l'US Navy de l'escadron USN VP74, commandé par Richard Schreder (en). C'est le premier sous-marin coulé par ce type d'avion.
L'U-158 coule à la position géographique de 32° 50′ N, 67° 28′ O causant la mort des 54 hommes de l'équipage.

## Affectations successives
- 4. Unterseebootsflottille du 25 septembre 1941 au 31 janvier 1942 (entrainement)
- 10. Unterseebootsflottille du 1er février 1942 au 30 juin 1942 (service actif)

## Commandement
- Kapitänleutnant Erwin Rostin du 25 septembre 1941 au 30 juin 1942

## Patrouilles
|       | Commandant          | Départ         | Départ        | Arrivée         | Arrivée    | Jours     | Succès    |
| ----- | ------------------- | -------------- | ------------- | --------------- | ---------- | --------- | --------- |
|       | Kptlt. Erwin Rostin | 2 février 1942 | Wilhelmshaven | 2 février 1942  | Heligoland | 1 jour    |           |
| 1     | Kptlt. Erwin Rostin | 7 février 1942 | Heligoland    | 31 mars 1942    | Lorient    | 53 jours  | 54 049    |
| 2     | Kptlt. Erwin Rostin | 4 mai 1942     | Lorient       | 30 juillet 1942 | Coulé      | 58 jours  | 62 536    |
| Total | Total               | Total          | Total         | Total           | Total      | 111 jours | 116 585 t |

Note : Kptlt. = Kapitänleutnant

## Navires coulés et endommagés
L'Unterseeboot 158 a effectué deux patrouilles en Atlantique Nord dans lesquelles il a coulé 17 navires marchands pour un total de 101 321 tonneaux et deux navires marchands endommagés pour un total de 15 264 tonneaux au cours de ses 111 jours en mer.
| Date            | Nom                         | Nationalité     | Tonnage (GRT) | Fait      |
| --------------- | --------------------------- | --------------- | ------------- | --------- |
| 24 février 1942 | Diloma                      | Grande-Bretagne | 8 146         | Endommagé |
| 24 février 1942 | SS Empire Celt              | Grande-Bretagne | 8 032         | Coulé     |
| 1er mars 1942   | Finnager                    | Norvège         | 9 551         | Coulé     |
| 11 mars 1942    | Caribsea                    | USA             | 2 609         | Coulé     |
| 13 mars 1942    | John D. Gill                | USA             | 11 641        | Coulé     |
| 15 mars 1942    | Ario                        | USA             | 6 952         | Coulé     |
| 15 mars 1942    | Olean                       | USA             | 7 118         | Endommagé |
| 25 mai 1942     | Darina                      | Grande-Bretagne | 8 113         | Coulé     |
| 22 mai 1942     | Frank D. Baird              | Canada          | 1 748         | Coulé     |
| 2 juin 1942     | Knoxville City              | USA             | 5 686         | Coulé     |
| 4 juin 1942     | Nidarnes                    | Norvège         | 2 647         | Coulé     |
| 5 juin 1942     | Velma Lykes                 | USA             | 2 572         | Coulé     |
| 7 juin 1942     | Hermis                      | Panama          | 5 234         | Coulé     |
| 11 juin 1942    | Sheherazade                 | Panama          | 13 467        | Coulé     |
| 12 juin 1942    | Cities Service Toledo       | USA             | 8 192         | Coulé     |
| 17 juin 1942    | Moira                       | Norvège         | 1 560         | Coulé     |
| 17 juin 1942    | San Blas                    | Panama          | 3 601         | Coulé     |
| 23 juin 1942    | Major General Henry Gibbins | USA             | 5 766         | Coulé     |
| 23 juin 1942    | Everalda                    | Lettonie        | 3 950         | Coulé     |